# Elna Hiort-Lorenzen
Elna Christiane Hiort-Lorenzen (født 25. januar 1902 på Frederiksberg, død 17. september 1997, i København) var sygeplejerske, forstanderinde og i mange år medlem af Dansk Sygeplejeråds ledelse. Hun blev gift med Arne Munch-Petersen i 1935. 

## Opvækst
Elnas far Peter Hiort-Lorenzen (1860-1920) var ingeniør og ansat ved Statsbanerne. Hendes far blev distriktschef ved Statsbanerne i Århus, hvorfor familien flyttede til Århus i 1911. Faren var kendt som en dygtig embedsmand og engageret i det kulturelle liv i Århus, hvor han blandt andet blev formand for bestyrelsen, der organiserede opførelsen af det nye stadion. Selvom en række partier ønskede farens engagement i byrådet, mente Elnas far ikke selv at hvervet som distriktschef kunne forenes med partipolitisk arbejde. Hendes mor, Emilie Helene Clara Nissen-Sommersted (1878-1977), var hjemmegående husmor. Moren passede Elna og hendes fem søskende først i deres hjem på rolighedssidevej i Charlottenlund og siden i Århus. Mens familien boede i Charlottenlund gik Elna på privatskole og i en kort årgang på Ordrup Gymnasieskole.
Elnas oldefar, Peter Hiort-Lorenzen, var politiker, som havde talt danskernes sag i de slesvigske stænderforsamlinger i 1840'erne. Den 18. maj 1843 blev Peter honoreret af "taknemmelige danske medborgere" med et sølvhorn på et folkemøde på Skamlingsbanken, hvor der stod:"Han talte dansk og vedblev at tale dansk". Sølvhornet blev hængt op i familiens stue. 
Elnas morfar var etatsråd, som boede i Rusland til Elnas mor blev født. Elnas oldefar på hendes mors side var dansk konsul i Sankt Petersborg, skibsreder, ejer af en papirfabrik og flere ejendomme og sommerhuse i Rusland.

## Karriere
Elna blev sygeplejerskeelev på Sønderborg Statshospital i 1921, og hun blev færdiguddannet i 1926 og fik job på Finseninstituttet. På Finseninstituttet lærte hun at lysbehandle hudtuberkulose, hvilket førte til at hun senere tog til et privat børnehospital i Chile på en treårig kontrakt.
I Chile lærte hun spansk og kunne derfor undervise chilenske sygeplejeelever. Da Elna ikke selv havde en chilensk sygeplejerskeuddannelse, tog hun eksamen sammen med sine elever i 1928. Hun var i en periode leder af et frivilligt sygeplejerskekorps, som udrullede et omfattende vaccinationsprogram. I Chile blev Elna konfronteret med landets stor fattigdom og kom i kontakt med flere marxistiske læger, og denne kombination var med til at forme hendes politiske bevidsthed.
I 1929 vendte Elna tilbage til Danmark og blev i 1930 ansat som sundhedsplejerske på Københavns Kommunes helårskoloni på Thorø ved Assens. Hun gik samtidig ind i Dansk Sygeplejeråd (DSR), som hun dog var rimelig kritisk stemt overfor. I 1933 var hun med til at organisere Sygeplejerskernes Diskussionsklub, der blandt andet krævede 8 timers arbejdsdag, tarifmæssige lønninger, ret til at bo udenfor hospitalerne og til at gifte sig. Disse krav blev formuleret i en pjece med titlen "Sygepleje - kald eller erhverv". 
I 1932 blev hun en del af Danmarks Kommunistiske Parti.
Elna fik arbejde på Rigshospitalet i København  i 1932. Hun startede som vikar, hvorefter hun blev fastansat i 1939. I 1946 blev hun afdelingssygeplejerske. Imens hun arbejdede på Rigshospitalet blev hun mere og mere engageret i Dansk Sygeplejeråd. Hun sad i foreningens repræsentantskab fra 1934-35 og igen i 1938. I 1939 blev hun valgt til DSR's hovedbestyrelse og senere til forretningsudvalget. I forbindelse med dette virke, engagerede hun sig i sygeplejeelevernes uddannelse og hun arbejdede for at etablere Sygeplejerskernes Arbejdsløshedskasse. 
I 1947 blev hun forstanderinde på Nykøbing Sjællands Sygehus, og trådte året efter ud af DSR's politiske ledelse. Som forstander arbejdede hun for en fælles faglig forskole i amtet, hvilket lykkedes i Holbæk i 1948.
Elna blev pensioneret i 1962. Men hun var forsat aktiv, og var blandt andet med til at stifte Landssammenslutningen af Pensionerede Sygeplejersker og Efterlønsmodtagere i 1982.

## Politisk virke
Udover at være fagligt engageret i fagbevægelsen, var Elna politisk aktiv. Sammen med Martin Andersen Nexø, Børge Houmann og Elias Bredsdorff stiftede hun Hjælpekomitéen for Nazismens Ofre i 1933. Som daglig leder bragte hendes arbejde hende til tider i farlige situationer. Hun var med til at rejse med illegalt materiale til Tyskland og Polen. Hun rejste i 1936 til Sovjetunionen sammen med sin mand Arne Munch-Petersen. I Sovjetunionen studerede Elna ved den internationale Lenin Skole. Arne forsvandt i Moskva i sommeren 1937. Elna blev dog først bekendt med Arnes skæbne 54 år senere. 
Elna var desuden aktiv i Danmarks Demokratiske Kvindeforbund, som var en fredsorganisation. I denne forbindelse deltog hun i flere kongresser.
Hun stillede op til Folketinget fire gange for DKP, og var i 1945 tæt på at blive valgt i Viborg amt.